# جان احمدی
جان احمدی (اسفراین)، روستایی از توابع بخش مرکزی شهرستان اسفراین در استان خراسان شمالی ایران است در بین اهالی به چاوانلو معروف است و بین دو روستای پرکانلو و سارکانلو واقع گردیده است .

## جمعیت
این روستا در دهستان میلانلو قرار دارد و براساس سرشماری مرکز آمار ایران در سال ۱۳۸۵، جمعیت آن ۶۱ نفر (۱۱خانوار) بوده‌است.